# Église Saint-Antoine de Tarbes
L'église Saint-Antoine de Tarbes est une église catholique 
du XIXe siècle située à Tarbes (canton de Tarbes 2), dans le département français des Hautes-Pyrénées en France.

## Localisation
L'église Saint-Antoine, est située dans le quartier nord de Saint-Antoine à l'ouest de l'ancien Arsenal de Tarbes, à la jonction de la route départementale D 935 (dite route de Bordeaux) et du boulevard de l'Arsenal (boulevard Pierre-Renaudet).

## Historique
À la suite de la création du nouvel Arsenal de Tarbes en 1796, un quartier s'est formé rapidement avec la nouvelle centaine d'ouvriers, accompagnés de leur famille, qui arrive sur site.
La nécessite d’une nouvelle église paroissiale devient pressante et à la suite de la pétition du curé de Saint-Jean la décision de créer une église fut entreprise. La première pierre fut posée le 31 mai 1896, et la première messe célébrée le 1er novembre 1896.
En 1907 on installa sur le parvis à l'entrée à gauche la statue de la Vierge qui se trouvait sur le faîte de la chapelle des Pères de la Grotte, rue Larrey, futur conservatoire Henri Duparc de Tarbes.

## Architecture
Le plan de l'église de style roman est simple, elle est orientée,
C'est un rectangle est-ouest, de dimension modeste qui ouvre sur  une courte nef  prolongé par une abside semi-circulaire.

## Galerie d'images

Sélection de vues de l’Église.
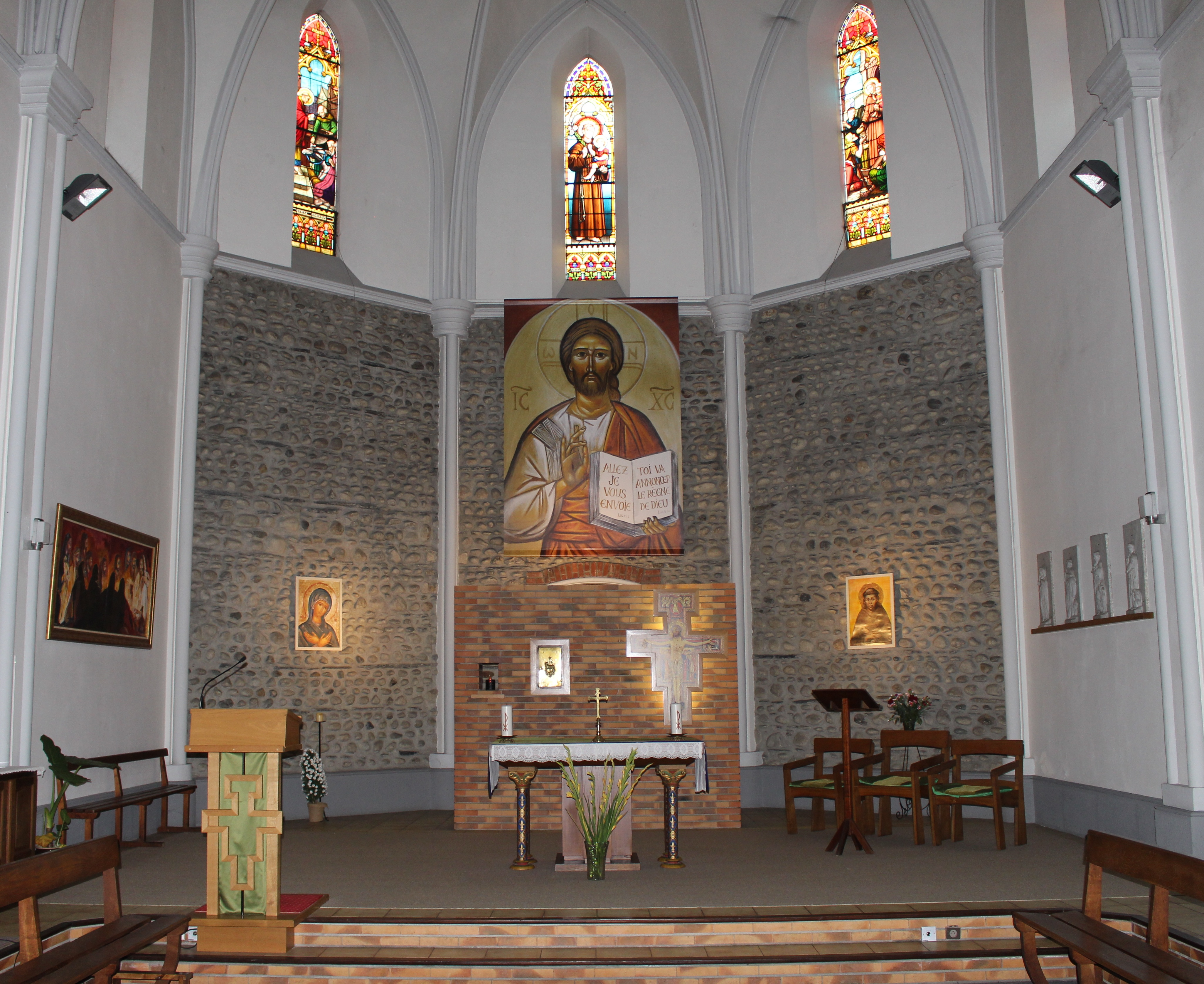
Le chœur.
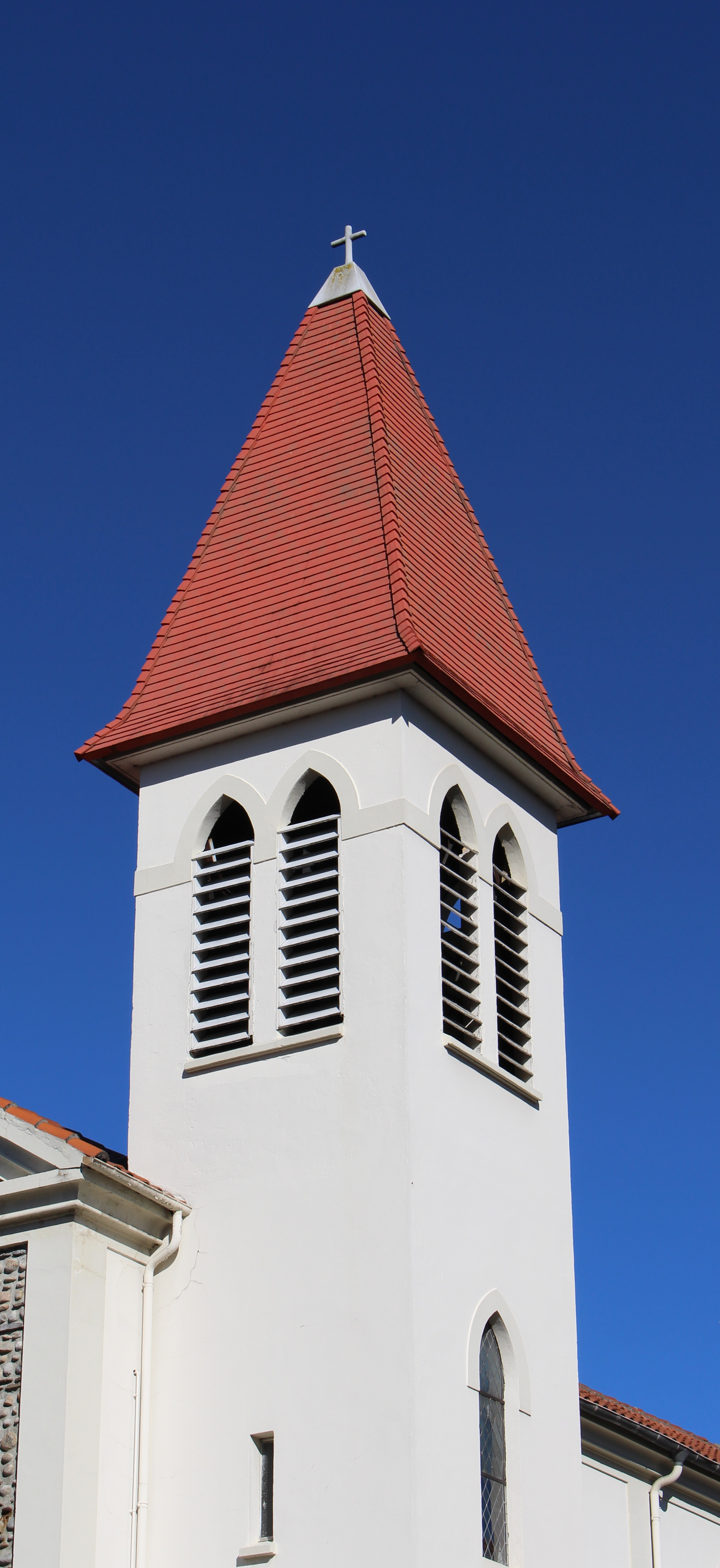
Le clocher.
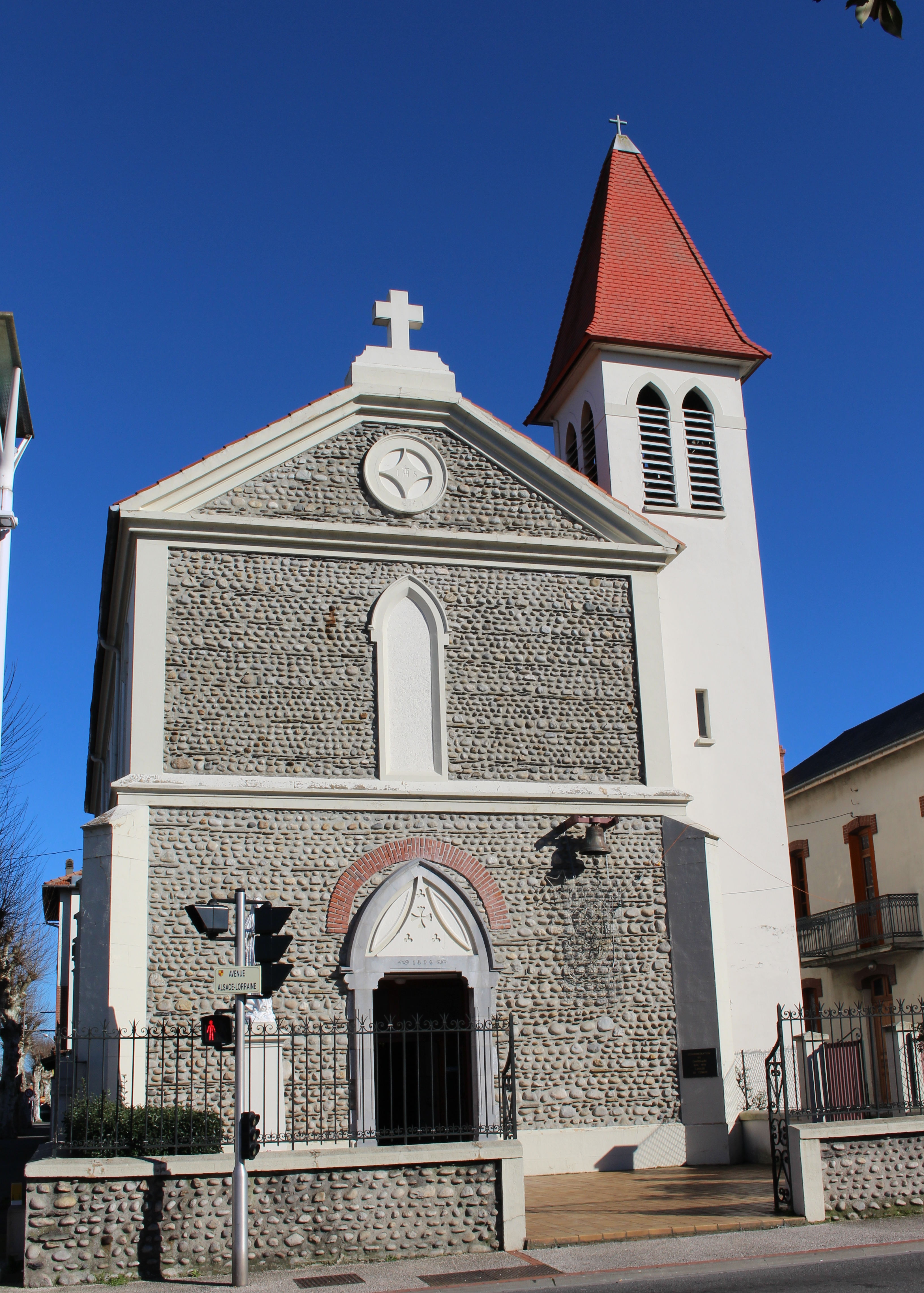
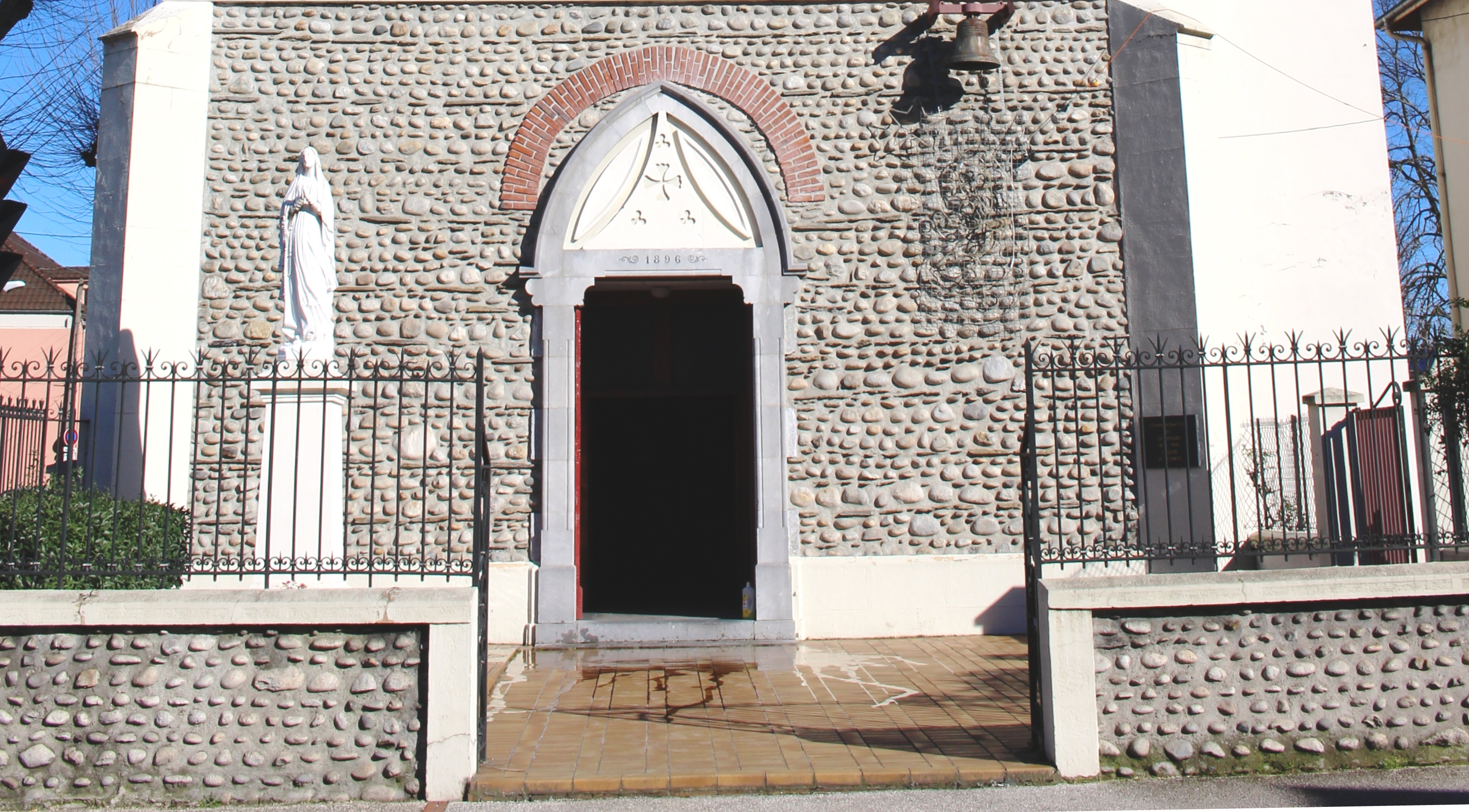
Le parvis.